# John George Clark Anderson
John George Clark Anderson (6 de diciembre de 1870 - 31 de marzo de 1952) fue un erudito clásico, profesor de historia antigua de Camden en la Universidad de Oxford de 1927 a 1936.
Era hijo de un clérigo escocés, y fue educado en la Universidad de Aberdeen y en el college Christ Church de Oxford. Fue fellow del Lincoln College de 1897 hasta 1900, tiempo durante el cual llevó a cabo exploraciones arqueológicas en Asia Menor. Regresó al Christ Church para su nombramiento como estudiante sénior  en 1900 (el equivalente en Christ Church a fellows en otras universidades), y ganó el Conington Prize de la universidad] en 1903. Trabajós ucesivamente como profesor universitario, luego de lector, en epigrafía romana entre 1919 y 1927, cuando (en el mismo año que su nombramiento como lector) se convirtió en profesor universitario de historia antigua de Camden. La cátedra la ejerció en el Brasenose College. Dejó la cátedra y el cargo de fellow en 1936, y murió el 31 de marzo de 1952.
Anderson se opuso a la designación de Albert Einstein como estudiante en la Christ Church sobre bases nacionalistas y tal vez incluso xenófobas (según el deán Henry Julian White) a principios de la década de 1930.
En 1903 exploró el yacimiento arqueológico de Kerkenes, en Anatolia.